# Abdülhamit Gül

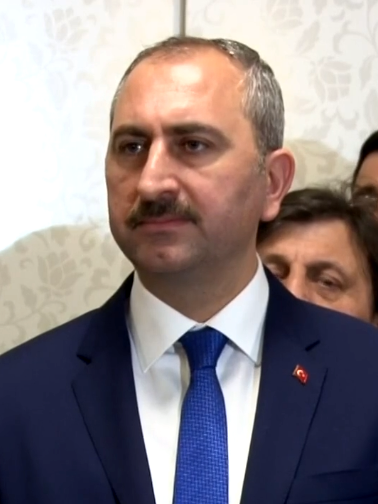
Abdülhamit Gül, 2020

Abdülhamit Gül (auch Abdulhamit Gül; * 12. März 1977 in Nizip, Gaziantep) ist ein türkischer Politiker der AKP, deren Generalsekretär er für zwei Jahre war. Im Kabinett Erdoğan IV war er von 2018 bis Januar 2022 Justizminister der Türkei.

## Leben
Gül besuchte nach der Grund- und Mittelschule eine İmam-Hatip-Schule in seiner Heimatprovinz. Daraufhin erlangte er seinen akademischen Abschluss an der Fakultät für Rechtswissenschaften der Universität Ankara. Neben seiner Tätigkeit als Anwalt war Gül auch bei Tageszeitungen wie der Millî Gazete angestellt.
Er ist verheiratet und Vater dreier Kinder.

## Politik
Bis 2003 war Gül sowohl bei der Wohlfahrtspartei (RP) als auch bei der nachfolgenden Tugendpartei (FP) aktiv. Anschließend folgten sieben Jahre als Mitglied des Verwaltungsrates der Partei der Glückseligkeit (SP). Vor seinem Eintritt in die AKP führte er diese Position auch in der Partei der Volksstimme (HAS Parti) aus. Von September 2015 bis Juli 2017 war er Generalsekretär der AKP. In den beiden Parlamentswahlen, die seit seinem Parteieintritt stattfanden (Juni und November 2015), wurde er als Abgeordneter für Gaziantep ins Türkische Parlament gewählt. Im Juli 2017 wurde er Justizminister im Kabinett Yildirim. Im Kabinett von Erdoğan blieb er in diesem Amt bis zum 29. Januar 2022, als er seinen Rücktritt bekannt gab.
Am 1. August 2018 verhängte das Office of Foreign Assets Control der Vereinigten Staaten Sanktionen gegen Gül und Innenminister Süleyman Soylu. Gül und Soylu ist es untersagt, Eigentum in den Vereinigten Staaten zu besitzen, und US-Bürger dürfen keine Transaktionen mit den beiden tätigen. Es begründete diese mit „schweren Menschenrechtsverletzungen“ bei der Inhaftierung und Anklage des Pastors Andrew Brunson.